# پل آرون
پل آرون (انگلیسی: Paul Aron؛ زادهٔ ۴ فوریهٔ ۲۰۰۴) راننده خودروی مسابقه‌ای اهل استونی است.